# 알티플라노판

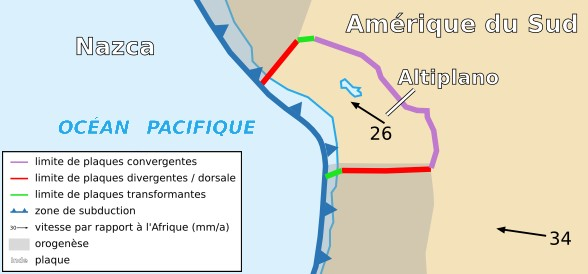
알티플라노판("Altiplano",프랑스어)

알티플라노판은 페루 남부, 볼리비아 서부, 칠레 북부의 안데스와 알티플라노 일대가 속한 판이다. 서쪽에서는 나스카판이 섭입한다.

## 참고 문헌
- Bird, P. (2003). “An updated digital model of plate boundaries”. 《Geochemistry, Geophysics, Geosystems》 4 (3): 1027. doi:10.1029/2001GC000252.